# Gang Tuff
Gang Tuff (ang. Tuff Turf; inne tłum. Tuff Gong, Konkurenci) – amerykański dramat z 1985 w reżyserii Fritza Kierscha. Film kręcony był w Los Angeles i Culver City w stanie Kalifornia w USA.

## Fabuła
Morgan Hiller (James Spader) jest nastolatkiem-rozrabiaką. Pewnego dnia jego rodzina przeprowadza się do Los Angeles i Morgan musi od nowa budować swoje przyjaźnie. Poznaje wielu ciekawych rówieśników, ale szczególnie zależy mu na pięknej Frankie (Kim Richards). Problem w tym, że jest ona dziewczyną szefa lokalnego gangu.

## Obsada
- James Spader – Morgan Hiller
- Kim Richards – Frankie Croyden
- Robert Downey Jr. – Jimmy Parker
- Lou Fant – pan Croyden
- Jered Barclay – Reynolds
- Bill Beyers – Brian Hiller
- Vivian Brown – nauczycielka historii
- Donald Fullilove – Howard
- Ceil Cabot – sekretarka
- Paul Mones – Nick Hauser
- Matt Clark – Stuart Hiller
- Claudette Nevins – Page Hiller
- Olivia Barash – Ronnie
- Panchito Gómez – Mickey
- Michael Wyle – Eddie
- Catya Sassoon – Feather
- Art Evans – strażnik ochrony
- Herb Mitchell – pan Russell
- Francis X. McCarthy – mężczyzna na przystanku autobusowym